# Malatesta III Malatesta de Sogliano
Malatesta III Malatesta de Sogliano fou fill de Joan III Malatesta de Sogliano. Fou comte sobirà de Sogliano (associat al germà Joan IV Malatesta de Sogliano), i senyor de Pennabilli, Roncofreddo, Ciola dei Malatesti, Montegelli, Rontagnano, Savignano di Rigo, Pietra dell'Uso, Montepetra, Strigara, Gaggio, Villalta, Spinello, Strigara, San Martino in Converseto, Montecodruzzo, Seguno, Tornano, Serra i Borghi vers el 1442.
El 1433 fou designat junt amb altres nobles per acompanyar a l'emperador Segimon en el seu viatge per les terres dels Malatesta. Va morir abans del 1452.